# Jo Kanazawa
Jo Kanazawa (født 9. juli 1976) er en tidligere japansk fodboldspiller.
Han har spillet for flere forskellige klubber i sin karriere, herunder Júbilo Iwata og FC Tokyo.